# Duane Holmes
Duane Octavious Holmes (Columbus, Georgia, 6 de noviembre de 1994) es un futbolista anglo-estadounidense que juega de centrocampista en el Houston Dynamo F. C. de la Major League Soccer.

## Biografía
Holmes tiene un padre estadounidense y una madre inglesa. Se mudó junto a su madre a Wakefield, Inglaterra cuando tenía cuatro años. Aunque tiene tanto nacionalidad estadounidense como británica, él se identifica como estadounidense. Ha jugado para los equipos juveniles del Huddersfield Town desde el nivel sub-9 y ha escalado en todos los sistemas a lo largo de los años.

## Carrera

### Huddersfield Town
Luego de pasar por prácticamente todos los niveles juveniles, Holmes fue un miembro regular del primer equipo del Huddersfield Town. Hizo su debut con los Terriers ingresando en el segundo tiempo en un partido de la Copa de la Liga de Inglaterra frente al Hull City A. F. C. en el KC Stadium el 24 de septiembre de 2013. Debutó en la liga en el empate 1-1 frente al Blackpool en el John Smith's Stadium el 27 de septiembre de 2013, asistiendo en el gol del empate para James Vaughan. Jugó como titular por primera vez en la victoria 3-2 sobre el Leeds United el 26 de octubre antes de ser sustituido al mediotiempo por Sean Scannell.

#### Cesión al Yeovil Town
El 20 de febrero de 2014 Holmes fue enviado a préstamo por un mes al Yeovil Town, también de la Segunda División de Inglaterra. Holmes hizo su debut el sábado siguiente contra el Doncaster Rovers, ganando un penal que significó la victoria 1-0 para el Yeovil. Holmes regresó al Huddersfield el 17 de marzo de 2014 luego de que el Yeovil cortara prematuramente la cesión y tras haber jugado como titular los cinco partidos del club en ese mes.
Al regresar a Huddersfield, Holmes volvió a ser titular por primera vez con el club el 26 de abril de 2014 en la derrota 0-2 ante los ya campeones de división Leicester City.

#### Cesión al Bury F. C.
El 30 de agosto de 2014 se anunció que Holmes había fichado a préstamo por el Bury F. C. de la Football League Two inglesa hasta enero de 2015.

#### Scunthorpe United
Holmes firmó por el Scunthorpe United en el verano de 2016.

## Selección nacional
Holmes se identifica como estadounidense, y aunque aún no ha sido convocado a ninguno de los equipos juveniles de ese país, se encontraba en la mira para el nuevo ciclo de la selección sub-23 con miras a los Juegos Olímpicos de Río de Janeiro de 2016.

## Estadísticas

### Clubes
Actualizado al 5 de agosto de 2025.
| Club | Div.          | Temporada     | Liga(1) | Liga(1) | Copas nacionales(2) | Copas nacionales(2) | Copas internacionales | Copas internacionales | Total | Total |
| Club | Div.          | Temporada     | Part.   | Goles   | Part.               | Goles               | Part.                 | Goles                 | Part. | Goles |
| --- | ------------- | ------------- | ------- | ------- | ------------------- | ------------------- | --------------------- | --------------------- | ----- | ----- |
| Yeovil Town F. C. Inglaterra | 2.ª           | 2013-14       | 5       | 0       | 0                   | 0                   | —                     | —                     | 5     | 0     |
| Yeovil Town F. C. Inglaterra | Total club    | Total club    | 5       | 0       | 0                   | 0                   | 0                     | 0                     | 5     | 0     |
| Huddersfield Town A. F. C. Inglaterra | 2.ª           | 2013-14       | 16      | 0       | 3                   | 0                   | —                     | —                     | 19    | 0     |
| Huddersfield Town A. F. C. Inglaterra | 2.ª           | 2014-15       | 0       | 0       | 1                   | 0                   | —                     | —                     | 1     | 0     |
| Bury F. C. Inglaterra | 4.ª           | 2014-15       | 6       | 0       | 1                   | 0                   | —                     | —                     | 7     | 0     |
| Bury F. C. Inglaterra | Total club    | Total club    | 6       | 0       | 1                   | 0                   | 0                     | 0                     | 7     | 0     |
| Huddersfield Town A. F. C. Inglaterra | 2.ª           | 2015-16       | 6       | 1       | 0                   | 0                   | —                     | —                     | 6     | 1     |
| Scunthorpe United F. C. Inglaterra | 3.ª           | 2016-17       | 33      | 3       | 6                   | 0                   | —                     | —                     | 39    | 3     |
| Scunthorpe United F. C. Inglaterra | 3.ª           | 2017-18       | 47      | 7       | 7                   | 2                   | —                     | —                     | 54    | 9     |
| Scunthorpe United F. C. Inglaterra | 3.ª           | 2018-19       | 1       | 0       | 0                   | 0                   | —                     | —                     | 1     | 0     |
| Scunthorpe United F. C. Inglaterra | Total club    | Total club    | 81      | 10      | 13                  | 2                   | 0                     | 0                     | 94    | 12    |
| Derby County F. C. Inglaterra | 2.ª           | 2018-19       | 27      | 2       | 5                   | 0                   | —                     | —                     | 32    | 2     |
| Derby County F. C. Inglaterra | 2.ª           | 2019-20       | 33      | 2       | 3                   | 1                   | —                     | —                     | 36    | 3     |
| Derby County F. C. Inglaterra | 2.ª           | 2020-21       | 14      | 1       | 1                   | 0                   | —                     | —                     | 15    | 1     |
| Derby County F. C. Inglaterra | Total club    | Total club    | 74      | 5       | 9                   | 1                   | 0                     | 0                     | 83    | 6     |
| Huddersfield Town A. F. C. Inglaterra | 2.ª           | 2020-21       | 19      | 2       | —                   | —                   | —                     | —                     | 19    | 2     |
| Huddersfield Town A. F. C. Inglaterra | 2.ª           | 2021-22       | 40      | 5       | 5                   | 1                   | —                     | —                     | 45    | 6     |
| Huddersfield Town A. F. C. Inglaterra | 2.ª           | 2022-23       | 27      | 2       | 2                   | 0                   | —                     | —                     | 29    | 2     |
| Huddersfield Town A. F. C. Inglaterra | Total club    | Total club    | 108     | 10      | 11                  | 1                   | 0                     | 0                     | 119   | 11    |
| Preston North End F. C. Inglaterra | 2.ª           | 2023-24       | 35      | 4       | 2                   | 1                   | —                     | —                     | 37    | 5     |
| Preston North End F. C. Inglaterra | 2.ª           | 2024-25       | 29      | 1       | 6                   | 0                   | —                     | —                     | 35    | 1     |
| Preston North End F. C. Inglaterra | Total club    | Total club    | 64      | 5       | 8                   | 1                   | 0                     | 0                     | 72    | 6     |
| Houston Dynamo F. C. Estados Unidos | 1.ª           | 2025          | 9       | 0       | 0                   | 0                   | 3                     | 0                     | 12    | 0     |
| Houston Dynamo F. C. Estados Unidos | Total club    | Total club    | 9       | 0       | 0                   | 0                   | 3                     | 0                     | 12    | 0     |
| Total carrera | Total carrera | Total carrera | 347     | 30      | 42                  | 5                   | 3                     | 0                     | 392   | 35    |
| (1)Incluye datos de las promociones de ascenso de League One y Championship. (2)Incluye datos de la Copa de la Liga de Inglaterra (2013-14, 2014-15), la FA Cup (2013-14) y el EFL Trophy. |               |               |         |         |                     |                     |                       |                       |       |       |